# كتانية مصرية
الكتانية المصرية أو جويم أو دريشة (باللاتينية: Linaria aegyptica) نوع نباتي يتبع جنس الكتانية من الفصيلة الحملية من رتبة الشفويات.

## الموئل والانتشار
موطنها بلاد الشام وسيناء.